# Кара-Богаз-Гол (пролив)
Кара́-Бога́з-Гол — пролив между Каспийским морем и заливом Кара-Богаз-Гол на западе Туркменистана, известен также под именами Чёрная горловина и Чёрная пасть. Русские варианты названия пролива являются буквальным переводом его названия на туркменском языке. Так как уровень воды в Кара-Богаз-Голе определяется интенсивностью испарения воды, то площадь его водного зеркала значительно изменяется по сезонам и это, в свою очередь, влияет на силу течения воды из Каспия в залив. Ширина пролива достигает 200 м, длина — до 8 км. При впадении в Кара-Богаз-Гол формирует дельту, которая при высоких уровнях моря и залива скрывается под водой.
Через пролив в залив ежегодно поступает 8-10 км³ воды. В годы подъёма уровня Каспия эта цифра достигает 25 км³. С 1950 по 1970-е года на территории пролива наблюдалось снижение уровня воды. Причиной этого стало строительство водохранилищ на впадающих в него реках (Волга и Кура).
В 1980 году над проливом была построена дамба. В результате чего залив стал постепенно высыхать и превращаться в соляную пустыню. Одновременно это сопровождалось восстановлением уровня Каспийского моря. В 1984 году для предотвращения пересыхания залива на плотине были установлены водопропускные сооружения, что привело к заполнению залива. В 1992 году плотина была взорвана. В настоящее время уровень залива практически восстановлен на прежнем уровне.